# Die Flippers
Die Flippers (1964–1965: Dancing Band, 1965–1969: Dancing Show Band) waren eine deutsche Schlagerband, die in unterschiedlichen Formationen – zunächst sechsköpfig, später dreiköpfig – zwischen 1963 und 2011 bestand. Die Band zählt mit über 40 Millionen verkauften Tonträgern zu den kommerziell erfolgreichsten Bands in Deutschland. Zu ihren bekanntesten Liedern gehören Weine nicht, kleine Eva, Sha La La, I Love You, Die rote Sonne von Barbados, Lotosblume und Wir sagen danke schön.

## Geschichte

### Vorläufer der Gründungsmitglieder
1958 gründeten Franz Halmich und Manfred Mössner sowie Werner Frank die Kapelle Kolibri, die in wechselnder Besetzung bis 1960 bestand. Danach war Manfred Mössner einige Zeit als Trio unterwegs, ehe er 1962 zur Kapelle Violetta wechselte, der auch Manfred Hehl angehörte. Franz Halmich war zwischenzeitlich bei Die Ohios mit Hans Springer und Claus Backhaus zusammengekommen. Aus der Kapelle Violetta, Manfred Durban und Die Ohios formierte sich bereits 1964 die Gründungsmannschaft der Dancing Band.

### Anfänge und Erfolge in wechselnder Besetzung (1963–1984)
Im September 1963 gründeten Manfred Durban, Claus Backhaus, Franz Halmich, Manfred Mössner, Manfred Hehl und Hans Springer aus Knittlingen in Baden-Württemberg die Dancing Band, welche sich bereits 1964 in Dancing Show Band umbenannte. 1965 wurde Hans Springer durch Bernd Hengst ersetzt. Die Gruppe spielte am Wochenende zum Tanz auf, so dass sie sich bald einen Namen in der Region machen konnte. 1966 wurde Manfred Mössner durch Roland Bausert ersetzt. 1967 kam Olaf Malolepski für Manfred Hehl zur Combo.
1969 komponierten die Bandmitglieder Bernd Hengst und Franz Halmich das Lied Weine nicht, kleine Eva, das als Single unter dem neuen Bandnamen The Flippers (nach der Fernsehserie Flipper), ein Jahr später dann unter Die Flippers, veröffentlicht wurde. Das Lied wurde zu einem großen Erfolg in Hörfunk und Fernsehen und gehört zu den Evergreens des deutschen Schlagers. Man veröffentlichte dann den Titel Nur mit dir allein, der aber an den Erfolg des Vorgängers nicht anschließen konnte. Die Gruppe nahm daraufhin 1970 die dritte Single Sha La La, I Love You auf, eine Coverversion des Songs Cha-La-La, I Need You, den die Niederländische Band The Shuffles im Jahr zuvor herausgebracht hatte. Die Single wurde wieder ein großer Erfolg, sodass ebenfalls 1970 bereits die erste Langspielplatte Die Flippers erschien.
In den folgenden Jahren nahm die Gruppe zahlreiche Titel und Langspielplatten auf, gab Konzerte im Inland und im benachbarten Ausland und avancierte zur erfolgreichsten Schlagerband der 1970er Jahre. Ab 1973 wurde Jean Frankfurter – mit einigen Unterbrechungen – Produzent der Flippers. 1974 verließ Claus Backhaus die Gruppe. Ende der 1970er Jahre sanken die Plattenverkäufe, doch die Band gab weiterhin Konzerte im süddeutschen Raum. Am 31. Dezember 1979 verließ Roland Bausert die Gruppe. Ihm folgte Albin Bucher im Jahr 1980 als neuer Sänger und der Wechsel zum neuen Produzententeam Mick Hannes und Walter Gerke. Doch auch die neue Besetzung brachte nicht mehr den großen Erfolg der 1970er Jahre. Im Laufe des Jahres 1984 stieg zunächst Albin Bucher, anschließend auch Franz Halmich aus der Gruppe aus. Nach Buchers Ausstieg wurde dieser kurzzeitig durch seinen Vorgänger Roland Bausert ersetzt.

### Erfolgreich als Trio (1985–2011)
Nach verschiedenen Besetzungswechseln blieb letztendlich das Trio übrig, das bis ins 21. Jahrhundert gemeinhin als Die Flippers bekannt war: Bernd Hengst, Olaf Malolepski und Manfred Durban. 1985 erschien in Zusammenarbeit mit dem neuen Produzententeam Karl-Heinz Rupprich und Uwe Busse das Album Auf rote Rosen fallen Tränen. Dieses Album leitete das Comeback der Gruppe im folgenden Jahr ein und erbrachte die erste Goldene Schallplatte für die Flippers. 1986 avancierte Die rote Sonne von Barbados zu einem kommerziellen Erfolg. Mit diesem Titel gewannen die Flippers den 1. Platz in der ZDF-Hitparade und traten mit dem Lied in weiteren Fernsehsendungen auf. Es folgten zahlreiche Hits und Auftritte bei Rundfunk und Fernsehen. In den Folgejahren erhielten die drei Musiker mehrere Goldene Schallplatten und wurden darüber hinaus mit zahlreichen Preisen ausgezeichnet.
1988 gingen die Flippers erstmals auf Tournee. Ab den 1990er Jahren folgten dann jährliche Tourneen. Ihr größtes Konzert gaben sie 2004 in der Westfalenhalle in Dortmund vor 17.000 Zuschauern. Während ihrer aktiven Zeit erreichte die Band 19 Mal die Top 10 der deutschen Albumcharts.
1994 drehte das ZDF auf Mallorca das erste Special, anlässlich des damals 25-jährigen Jubiläums der Flippers. Weitere Specials entstanden in Venedig (1996), an der Côte d’Azur (mit Marlène Charell, 1998), im Tessin (mit Sandra Studer, 1999), 2000 in Griechenland, 2001 in Portugal (mit Babette Einstmann), 2002 am Gardasee, 2003 an der Costa del Sol und 2005 in Istrien.
Die Jubiläumstournee 40 Jahre Flippers dauerte von November 2008 bis März 2009. Am 17. Oktober 2009 gaben sie bekannt, dass ihre nächste Tournee (von November 2010 bis März 2011) ihre Abschiedstournee sein würde. In der Sendung Das Frühlingsfest der Volksmusik 2011 mit Florian Silbereisen wurde die Band am 9. April 2011 durch Alfred Biolek mit einer Auszeichnung für ihr Lebenswerk verabschiedet.

### Weitere Entwicklung nach 2011
Der Sänger Olaf Malolepski veröffentlichte 2011 mit Tausend rote Rosen bei Ariola sein erstes Soloalbum.
Schlagzeuger und Gründungsmitglied Manfred Durban starb am 20. Oktober 2016 in seinem Heimatort Knittlingen.
2022, 11 Jahre nach Auflösung der Flippers, entwickelte sich der bereits 2009 veröffentlichte Flippers-Titel Wir sagen danke schön zum „Sommerhit“. Der Titel schaffte am 8. Juli 2022 als erster Flippers-Titel seit über 21 Jahren wieder den Einstieg in die Top 100 der deutschen Singlecharts. In Anknüpfung an den um das Lied entstandenen Hype wurde Olaf Malolepski zu einigen deutschen Festivals eingeladen und trat unter anderem beim Parookaville 2022 und bei Rock am Ring 2023 vor mehreren tausend Fans auf.

## Diskografie
Studioalben

| Jahr | Titel Musiklabel                                                       | Höchstplatzierung, Gesamtwochen, AuszeichnungChartplatzierungen (Jahr, Titel, Musiklabel, Platzierungen, Wochen, Auszeichnungen, Anmerkungen) | Höchstplatzierung, Gesamtwochen, AuszeichnungChartplatzierungen (Jahr, Titel, Musiklabel, Platzierungen, Wochen, Auszeichnungen, Anmerkungen) | Höchstplatzierung, Gesamtwochen, AuszeichnungChartplatzierungen (Jahr, Titel, Musiklabel, Platzierungen, Wochen, Auszeichnungen, Anmerkungen) | Anmerkungen                                                  |
| Jahr | Titel Musiklabel                                                       | DE | AT | CH | Anmerkungen                                                  |
| ---- | ---------------------------------------------------------------------- | --- | --- | --- | ------------------------------------------------------------ |
| 1970 | Die Flippers auch bekannt als: Sha La La, I Love You Bellaphon Records | — | — | — | Erstveröffentlichung: 1970                                   |
| 1972 | Alles Liebe Bellaphon Records                                          | — | — | — | Erstveröffentlichung: 1972                                   |
| 1974 | Komm auf meine Insel Bellaphon Records                                 | — | — | — | Erstveröffentlichung: 7. März 1974                           |
| 1975 | Das Schönste im Leben Bellaphon Records                                | — | — | — | Erstveröffentlichung: 28. Januar 1975                        |
| 1975 | Die schönsten Volkslieder Bellaphon Records                            | — | — | — | Erstveröffentlichung: 9. Juli 1975                           |
| 1976 | Von Herz zu Herz Bellaphon Records                                     | — | — | — | Erstveröffentlichung: 26. Februar 1976                       |
| 1976 | Marlena Bellaphon Records                                              | — | — | — | Erstveröffentlichung: 20. August 1976                        |
| 1977 | Kinder des Sommers Bellaphon Records                                   | — | — | — | Erstveröffentlichung: 13. August 1977                        |
| 1979 | Heimweh nach Tahiti Bellaphon Records                                  | — | — | — | Erstveröffentlichung: 18. Mai 1979                           |
| 1980 | Immer nur träumen Bellaphon Records                                    | — | — | — | Erstveröffentlichung: 15. August 1980                        |
| 1982 | Wünsche fliegen übers Meer Bellaphon Records                           | — | — | — | Erstveröffentlichung: 22. März 1982                          |
| 1983 | Ich halt’ zu Dir Bellaphon Records                                     | — | — | — | Erstveröffentlichung: 21. März 1983                          |
| 1984 | Ich kann den Anderen in deinen Augen sehen Bellaphon Records           | — | — | — | Erstveröffentlichung: 15. Oktober 1984                       |
| 1985 | Auf rote Rosen fallen Tränen Bellaphon Records                         | — | — | — | Erstveröffentlichung: 24. September 1985                     |
| 1986 | Nur wer die Sehnsucht kennt Bellaphon Records                          | DE12 Gold · (15 Wo.)DE | — | — | Erstveröffentlichung: 2. September 1986 Verkäufe: + 250.000  |
| 1987 | Aus Liebe weint man nicht Bellaphon Records                            | DE14 Gold · (15 Wo.)DE | — | CH19 (4 Wo.)CH | Erstveröffentlichung: 31. August 1987 Verkäufe: + 250.000    |
| 1988 | Nur für Dich Bellaphon Records                                         | DE14 Gold · (17 Wo.)DE | — | — | Erstveröffentlichung: 5. September 1988 Verkäufe: + 250.000  |
| 1989 | Liebe ist … – Die schönsten Liebeslieder der Welt Dino Records         | DE3 Platin · (33 Wo.)DE | — | CH11 (7 Wo.)CH | Erstveröffentlichung: 1. März 1989 Verkäufe: + 500.000       |
| 1989 | Lotosblume Dino Records                                                | DE5 Platin · (31 Wo.)DE | — | — | Erstveröffentlichung: 1. September 1989 Verkäufe: + 500.000  |
| 1990 | Sieben Tage Sonnenschein Dino Records                                  | DE6 Gold · (23 Wo.)DE | — | CH36 (2 Wo.)CH | Erstveröffentlichung: September 1990 Verkäufe: + 250.000     |
| 1991 | Liebe ist … 2 – Melodie d’amour Dino Records                           | DE7 (21 Wo.)DE | AT21 (6 Wo.)AT | — | Erstveröffentlichung: März 1991                              |
| 1991 | Träume einer Nacht Dino Records                                        | DE22 Gold · (16 Wo.)DE | — | — | Erstveröffentlichung: November 1991 Verkäufe: + 250.000      |
| 1992 | Liebe ist eine Rose Ariola (BMG)                                       | DE16 Gold · (14 Wo.)DE | — | — | Erstveröffentlichung: 5. Oktober 1992 Verkäufe: + 250.000    |
| 1993 | Sehnsucht nach irgendwo Ariola (BMG)                                   | DE14 Gold · (15 Wo.)DE | — | — | Erstveröffentlichung: 4. Oktober 1993 Verkäufe: + 250.000    |
| 1994 | Unsere Lieder Ariola (BMG)                                             | DE3 Gold · (25 Wo.)DE | AT20 (4 Wo.)AT | — | Erstveröffentlichung: 9. Mai 1994 Verkäufe: + 250.000        |
| 1994 | Sayonara Ariola (BMG)                                                  | DE13 Gold · (16 Wo.)DE | — | — | Erstveröffentlichung: 10. Oktober 1994 Verkäufe: + 250.000   |
| 1995 | Sommersprossen Ariola (BMG)                                            | DE14 Gold · (19 Wo.)DE | — | — | Erstveröffentlichung: 4. September 1995 Verkäufe: + 250.000  |
| 1996 | Liebe ist … 3 – Mein erster Gedanke Ariola (BMG)                       | DE7 (17 Wo.)DE | AT34 (5 Wo.)AT | — | Erstveröffentlichung: 26. April 1996                         |
| 1996 | Rote Sonne, weites Land Ariola (BMG)                                   | DE24 (12 Wo.)DE | — | — | Erstveröffentlichung: 30. September 1996                     |
| 1997 | Ein Herz aus Schokolade Ariola (BMG)                                   | DE12 Gold · (17 Wo.)DE | — | — | Erstveröffentlichung: 8. September 1997 Verkäufe: + 250.000  |
| 1998 | Das Leben ist eine Wundertüte Ariola (BMG)                             | DE11 Gold · (14 Wo.)DE | — | — | Erstveröffentlichung: 21. September 1998 Verkäufe: + 250.000 |
| 1999 | Maskenball Ariola (BMG)                                                | DE8 Gold · (12 Wo.)DE | — | — | Erstveröffentlichung: 1. Oktober 1999 Verkäufe: + 150.000    |
| 2000 | Der Floh in meinem Herzen Ariola (BMG)                                 | DE7 Platin · (16 Wo.)DE | — | — | Erstveröffentlichung: 25. September 2000 Verkäufe: + 300.000 |
| 2001 | Das muss doch Liebe sein Ariola (BMG)                                  | DE11 Gold · (16 Wo.)DE | AT70 (1 Wo.)AT | CH66 (1 Wo.)CH | Erstveröffentlichung: 8. Oktober 2001 Verkäufe: + 150.000    |
| 2002 | Isabella Ariola (BMG)                                                  | DE4 Gold · (20 Wo.)DE | — | — | Erstveröffentlichung: 16. September 2002 Verkäufe: + 150.000 |
| 2003 | Immer, immer wieder Ariola (BMG)                                       | DE9 Gold · (15 Wo.)DE | — | — | Erstveröffentlichung: 15. September 2003 Verkäufe: + 100.000 |
| 2004 | Solang in uns ein Feuer brennt Ariola (Sony BMG)                       | DE8 Gold · (7 Wo.)DE | AT58 (3 Wo.)AT | CH74 (1 Wo.)CH | Erstveröffentlichung: 6. September 2004 Verkäufe: + 100.000  |
| 2005 | Hundertmal Ariola (Sony BMG)                                           | DE5 Gold · (18 Wo.)DE | AT19 (3 Wo.)AT | CH93 (1 Wo.)CH | Erstveröffentlichung: 19. September 2005 Verkäufe: + 100.000 |
| 2006 | Du bist der Oscar meines Herzens Ariola (Sony BMG)                     | DE9 (6 Wo.)DE | AT56 (3 Wo.)AT | CH74 (1 Wo.)CH | Erstveröffentlichung: 15. September 2006                     |
| 2007 | Kein Weg zu weit Ariola (Sony BMG)                                     | DE7 (7 Wo.)DE | AT60 (4 Wo.)AT | CH50 (2 Wo.)CH | Erstveröffentlichung: 7. September 2007                      |
| 2008 | Ay, Ay, Herr Kapitän Ariola (Sony BMG)                                 | DE10 Gold · (10 Wo.)DE | AT51 (2 Wo.)AT | CH51 (2 Wo.)CH | Erstveröffentlichung: 12. September 2008 Verkäufe: + 100.000 |
| 2009 | Aloha He, Stern der Südsee Ariola (Sony)                               | DE7 Gold · (17 Wo.)DE | AT38 (10 Wo.)AT | CH51 (3 Wo.)CH | Erstveröffentlichung: 16. Oktober 2009 Verkäufe: + 100.000   |
| 2010 | Es war eine wunderschöne Zeit Ariola (Sony)                            | DE8 Gold · (12 Wo.)DE | AT37 (4 Wo.)AT | CH43 (4 Wo.)CH | Erstveröffentlichung: 15. Oktober 2010 Verkäufe: + 100.000   |

grau schraffiert: keine Chartdaten aus diesem Jahr verfügbar

## Auszeichnungen
- Echo Pop
  - 1995: für „Schlager/Volksmusik Gruppe National/International“[9]
  - 2000: für „Schlager Gruppe National/International“[9]
- Goldene Stimmgabel
  - 1988, 1991, 1994, 1995, 1996, 1998, 1999, 2000, 2002, 2003, 2004 (Rekordhalter neben Nicole)
- ZDF-Hitparade[10]
  - 1986: Sieger mit Die rote Sonne von Barbados (Oktober)
  - 1989: Sieger mit Sommerwind (Juli; Tippschein #1)
  - 1989: Sieger mit Lotosblume (Oktober; Tippschein #1)
  - 1989: Sieger mit Lotosblume (Dezember; Media Control #1)
  - 1990: Sieger mit Santa Maria Goodbye (November)
  - 1990: Sieger mit Santa Maria Goodbye (Dezember)
- Weitere Auszeichnungen
  - 1987: Das goldene Mikrofon von Radio Benelux[10]
  - 1994: Bürgermedaille der Stadt Knittlingen[11]
  - 2000: Ehrenraab[12]
  - 2000: Platz 1 beim Schlagerpreis der NDR 1 Welle Nord[10]
  - 2001: Internationaler Schlagerpreis von RPR2[10]
  - 2005: Sold Out Award[12]
  - 2011: Krone der Volksmusik[13]
  - 2011: Goldenes Ticket für 212.000 verkaufte Tickets in 47 Städten[14]
  - 2011: Ehren 4 von SWR4[14]
  - Goldene Antenne des Belgischen Rundfunks[10]
  - RTL-Clublöwe[10]
  - mehrmals Sieger der Deutschen Schlagerparade[10]
  - mehrmals Sieger der Superwunschmelodie vom SWR4 (Goldener Gisbert)[10]
  - mehrmals Sieger der Superwunsch-Hitparade vom WDR 4[11]

## Filmografie
- 1999: Tach, Herr Dokter! – Der Heinz-Becker-Film (Gastauftritt der Flippers)